# آنا غريمالدي
آنا غريمالدي (بالإنجليزية: Anna Grimaldi)‏ هي منافسة ألعاب القوى نيوزيلندية، ولدت في 12 فبراير 1997 في دنيدن في نيوزيلندا.

## روابط خارجية
- آنا غريمالدي على موقع الاتحاد الدولي لألعاب القوى (الإنجليزية)
- آنا غريمالدي على موقع Paralympic.org (الإنجليزية)
- آنا غريمالدي على موقع IPC.InfostradaSports.com (مؤرشف) (الإنجليزية)
- آنا غريمالدي على موقع اللجنة البارالمبية النيوزيلندية (الإنجليزية)